# Jakobsweg in der Rhön
Der Jakobsweg in der Rhön ist ein Verbindungsweg zwischen dem Ökumenischen und Unterfränkischen Jakobsweg. Er verläuft von Vacha, dem Endpunkt des Ökumenischen Pilgerweges, durch das Gebiet der Rhön über Fulda nach Bad Kissingen, wo der Weg in den Unterfränkischen Jakobsweg übergeht.

## Geschichte
Zu früherer Zeit wurden meist Handelsstraßen oder Wallfahrtsrouten genutzt. Welche genau, lässt sich aufgrund der Verschiedenheit nicht mehr restlos klären. Jedoch ist anzunehmen, dass die Jakobspilger keine zusätzlichen Mühen auf sich nahmen und zur Orientierung meist Flussläufen folgten.
Aus Vacha stammt der Mönch Hermann Künig von Vach, der in dem im Bauernkrieg geschleiften dortigen Servitenkloster diente, und im Mittelalter den ersten Pilgerführer nach Santiago de Compostela geschrieben hat.
Der Weg heute wurde vom Rhönklub markiert und freigegeben.

## Strecke

### Vacha–Fulda

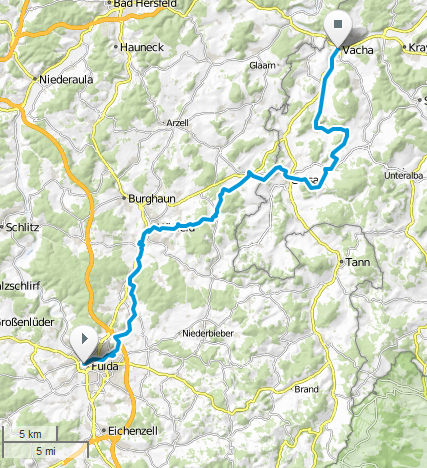
Jakobsweg Vacha–Fulda

In Vacha beginnt der Jakobsweg an der „Brücke der Einheit“, einer Sandsteinbrücke über die Werra in die Stadt, und verlässt Vacha in südlicher Richtung über Sünna (6 km) in Richtung Bremen (12,5 km) und weiter nach Geisa (6 km). Der Weg verlässt Geisa in westlicher Richtung, führt über den ehemaligen innerdeutschen Grenzpunkt Point Alpha nach Rasdorf (5 km) und weiter nach Hünfeld (15 km), dem früheren Wohnort des Computer-Pioniers Konrad Zuse.
Von Hünfeld führt der Weg über Rückers (5 km), Steinau (8 km) nach Petersberg (6 km). Von der Kirche St. Peter (Grabeskirche der hl. Lioba) aus hat man einen weiten Blick über die Stadt Fulda. Die Bischofsstadt mit ihrem imposanten Dom erreicht man nach weiteren fünf Kilometern.

### Fulda–Bad Kissingen

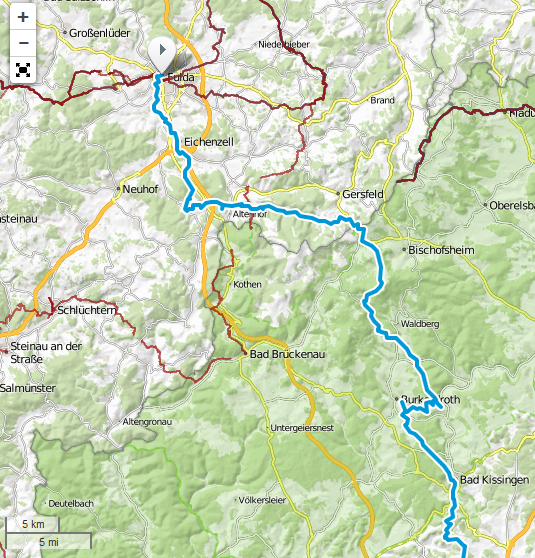
Jakobsweg Fulda–Bad Kissingen

Vom Fuldaer Dom verläuft der Jakobsweg weiter über die Probstei Johannesberg (4,5 km), Eichenzell (5,5 km), Rothemann (6,5 km) nach Thalau (9 km). Dem Lauf des Rommser Wassers folgend, schlängelt sich der Weg durch waldreiche Gegend hinauf zur Schwedenschanze, erreicht bayerisches Gebiet und kurz darauf den Ort Oberweißenbrunn (16 km).
Von da aus ist es nicht mehr weit bis auf den Kreuzberg (6 km), mit 928 Metern der dritthöchste Berg der Rhön, der mit seiner bekannten Kreuzigungsgruppe, guter Fernsicht und dem dortigen Kloster Kreuzberg zum Verweilen einlädt.
Den Gipfel in südwestliche Richtung verlassend, verläuft der Jakobsweg über Langenleiten (9 km), Premich (5 km), Frauenroth (8 km) und Stralsbach (3 km) in den Kurort Bad Kissingen (9 km).

## Ableitungen

### Jakobsweg Fulda-Mainz-Trier
Hinter Fulda, auf Höhe der Probstei Johannesberg, zweigt eine alternative Strecke (Bonifatius-Route) nach Frankfurt und Mainz ab, welche von dort als Ausoniusstraße (Hunsrück-Camino) weiter nach Trier und Speyer verläuft.
Am Abzweig Johannesberg befindet sich eine Tafel, welche das Streckennetz der Jakobswege darstellt.